# 引木愛
引木 愛（ひきぎ まな）は、日本で活動するミュージカル俳優および元バレリーナである。北海道苫小牧市出身。劇団四季所属。

## 来歴
ティアトルバレッタクラシックバレエでクラシックバレエを始め、苫小牧市立拓勇小学校から苫小牧市立沼ノ端中学校を経て北海道苫小牧総合経済高等学校卒業後は池袋ミュージカル学院入学に伴い東京都へ移住した。その後東京バレエアカデミーでバレリーナとして活動し、2011年に劇団四季へ入団しミュージカル俳優に転向した。2011年3月27日に北海道四季劇場開幕したライオン・キング札幌公演のアンサンブル11枠が初舞台出演となった。

## 主な出演作品
- ライオン・キング（2011年アンサンブル11枠）
- 王様の耳はロバの耳（2013年町の女／朝焼けの精）
- キャッツ（2015年ヴィクトリア）
- コーラスライン（2015年クリスティン）
- ウィキッド（2016年アンサンブル1枠）

※括弧内の年は初出演年